# Delphinium lomakinii
Delphinium lomakinii là một loài thực vật có hoa trong họ Mao lương. Loài này được Kem.-Nath. mô tả khoa học đầu tiên năm 1965.